# Granaz Moussavi
Granaz Moussavi ( persa) : گراناز موسوی) es una poeta, directora de cine y guionista contemporánea iraní -australiana. Es conocida por su poesía de vanguardia de la década de 1990. Su primer largometraje, My Tehran for Sale (2009), es una coproducción australiana-iraní aclamada a nivel internacional. Su segundo largometraje, When Pomegranates Howl, fue nominado al 14.º Premio Asia Pacific Screen como Mejor Largometraje Juvenil y fue seleccionado como la película australiana elegida para el premio a Mejor Largometraje Internacional en los 94.º Premios de la Academia.

## Primeros años y educación
Granaz nació en Teherán . Su padre, Hashem Moussavi, era un conocido ingeniero de sonido en la televisión nacional iraní (Jaam-e Jam) y en la industria cinematográfica, y su madre, Parvin Chegini Farahani, era correctora de vídeo.
Asistió a la escuela primaria Razi y a la escuela secundaria Hadaf en Teherán, Irán.
Su pasión por el cine y el teatro le hicieron cambiar de opinión sobre la educación superior. Se retiró de la licenciatura en la Universidad Alzahra y tomó varios cursos de teatro en Teherán, enfocandose en la actuación. Entre ellas se encontraban los talleres de teatro de Hamid Samandarian en la Organización Teatral de Teherán y las clases de actuación underground de Mahin Oskoui celebradas en su departamento.
En 1997, Granaz emigró a Australia con su familia, donde cambió su enfoque de la actuación a los estudios de cine y televisión. En 2002, realizó su película de honor A Short Film About Colour, filmada por el reconocido director de fotografía iraní Firooz Malekzadeh . El cortometraje le valió a Granaz el premio a la mejor directora de la Universidad Flinders en Adelaida y una membresía honoraria de la Sociedad Australiana de Recopilación de Autorías de Directores de Cine (ASDAS). 

## Trabajo escrito
A la edad de 17 años, Granaz comenzó a escribir profesionalmente como crítico de libros y crítico literario en la " revista literaria Donyaye Sokhan ( مجلهٔ ادبی دنیای سخن") en Teherán.
Sus primeros poemas fueron publicados en 1989, y desde entonces ha continuado escribiendo y publicando poesía en varias revistas y colecciones en Irán y otros países.
Granaz publicó su primer libro, Khatkhati Rooye Shab خط خطی روی شب (Dibujando en la noche), clandestinamente en Teherán en 1996, con una amplia recepción.
Su segundo libro, Paberahneh Ta Sobh پابرهنه تا صبح (Descalzo hasta la mañana), fue el ganador del premio al mejor libro de poesía del año de جایزه شعر کارنامه یاجایزه شعر امروز ایران Karnameh en 2001 y asistió al menos a una cuarta edición. Publicó su tercera colección, Avazhaye Zan e Biejazeh آوازهای زن بی اجازه (Las canciones de la mujer prohibida), y en 2003 se publicó la segunda edición.
Sus poemas han sido incluidos en antologías de todo el mundo y su colección bilingüe en solitario fue publicada en Francia por la editorial MEET.
Granaz publicó Les Rescapes De La Patience (traducido por Farideh Rava y con un prefacio de Jean Baptiste Para) después de una residencia literaria patrocinada en Saint Nazaire, Francia.
En 2004, Etienne Forget presentó una tesis DEA sobre su poesía en la Universidad de la Sorbona (París III).
Después de recibir una licenciatura con honores de la Universidad Flinders, Granaz fue aceptado en AFTRS, la Escuela Australiana de Cine, Televisión y Radio en Sídney. Se graduó con un título de posgrado en edición cinematográfica en 2006.  Fue candidata a doctorado con una beca en la Universidad de Western Sydney para investigar "La estética del cine poético". Ha realizado varios cortometrajes y documentales y ha participado en diversos papeles en algunos largometrajes. 
En el campo de la poesía, ha dirigido numerosas lecturas de poesía en todo el mundo, las cuales incluyen su participación en el Festival de Otoño de París en 2000 (introducido y traducido por Media Kashigar, dirigido por Alain Lance), SOAS/Universidad de Londres en 2001, Viena y Mondorf/Luxemburgo en 2003, Saint Nazaire, Nantes, Marsella, Arlés/Francia en 2004-5, Sídney/Australia en 2005, "Caravana de poesía" por París, La Rochelle, Marsella, Poitier y Nantes/Francia en 2006, el Quinto Festival Internacional de Poesía "Merci Poesie", Gotemburgo/Suecia en 2008, el Festival de Artes y Literatura de Irán, San Francisco/EE. UU. en 2009, y Luxemburgo en 2009. Dio una conferencia seguida de una lectura de poesía en la Universidad de Stanford en febrero de 2009 y en la Universidad de California en Irvine en enero de 2011. 
Mucho se ha escrito acerca de la poesía de Granaz, incluso por algunos escritores y críticos iraníes de renombre como M. Azad, Jalil Doustkhah, Mohammad Rahim Okhovat, Shahrnoush Parsipour y Ali Babachahi . Su poesía ha sido traducida y publicada en diferentes idiomas como francés, inglés, sueco, español, portugués y kurdo . En 2006, tras ser preseleccionada en concursos locales, estatales y nacionales, ganó el premio Holding Redlich por su "presentación" de guion en la Asociación de Productores de Cine de Australia . Su premio le sirvió como patrocinio para su viaje al Festival de Cine de Cannes en 2007 para presentar su idea de proyecto en el mercado cinematográfico internacional. Su primer largometraje, My Tehran for Sale ( tehran-e-man, haraj تهران من، حراج), una producción de 2009, se rodó entre julio y agosto de 2008 en Teherán. La película, escrita y dirigida por Granaz, fue la primera colaboración de largometrajes entre Irán y Australia. Se estrenó en el Festival de Cine de Adelaide, y fue selección oficial del Festival Internacional de Cine de Toronto en septiembre de 2009,  Festival Internacional de Cine de Vancouver, Festival Internacional de Cine de Pusan (octubre de 2009) y Festival Internacional de Cine de Mannheim-Heidelberg (noviembre de 2009), El Museo de Arte Moderno (MoMA) de Nueva York (enero de 2010), Festival Internacional de Cine de Róterdam (enero de 2010), Festival Internacional de Cine de Praga - Febiofest (2010), Festival de Cine Cinema Novo de Brujas (2010), Festival Internacional de Cine de Copenhague CPH:PIX, 2010 Festival Internacional de Cine de Guadalajara México, Festival de Cine Itinerante de Sídney, Festival Internacional de Cine de Las Palmas de Gran Canaria (HRAFF 2010), Festival Internacional de Cine de Fukuoka (2010), Global Lens USA (2010) y Festival de Cine Diálogo de Culturas de Nueva York (2011).
My Tehran for Sale es la película ganadora del premio Independent Spirit Inside Film Awards 2009. Ganó el premio del jurado al mejor largometraje en el Festival de Cine TriMedia en 2010.
When Pomegranates Howl fue nominada a la 14.ª edición anual de los premios Asia Pacific Screen Awards como Mejor Película Juvenil.

## Premios y reconocimientos
- Premio al mejor director, Universidad Flinders, 2002
- Premio del Jurado a la Mejor Película en el Festival de Cine TriMedia, 2010
- Moussavi fue jurado del 60.º Festival Internacional de Cine de Mannheim-Heidelberg (Alemania) 2011, [9] así como del Premio Independent Spirit IF 2010 (Australia).

## Filmografía
- 2020 Cuando las granadas aúllan [10]

- 2008 My Tehran for Sale, largometraje (escrito, dirigido y producido por Cyan Films), selección oficial del Festival Internacional de Cine de Toronto (septiembre de 2009), ganador del premio Independent Spirit Inside Film Awards 2009
- 2008 Into Pieces, un videoarte.
- 2007 Las ratas duermen de noche, un drama corto.
- 2006 1001 Noches, un documental sobre la poesía persa en el exilio.
- Taller de Teatro Narrativo 2005, video de 5 horas, Productor: Relationships SA
- 2004 Just Tenants of the Earth, un documental de 30 minutos sobre jóvenes refugiados y migrantes en Australia
- 2004 A Slice Of Tehran Girls, un documental de 30 minutos sobre las jóvenes de Teherán.
- 2002 Un cortometraje sobre el color, un cortometraje de ficción de 10 minutos, producción de honores, Universidad Flinders.
- 2002 Un documental incompleto sobre el centro de detención de Woomera.
- 2000 Una carta a un amigo, documental de 8 minutos, Universidad de Sudáfrica
- 1999 The Restroom, un docodrama de 8 minutos, Universidad Flinders.
- 1999 Smoke, un anuncio de 27 segundos.

Como editor :
- 2006 Love On Track, un drama de 4 minutos, Directora: Alison Heather.
- 2005 Karma, cortometraje experimental de 3 minutos, Director: Josh Tylor, AFTRS.
- 2005 Look Sharp, un drama de 8 minutos, Directora: Amy Gebhardt, AFTRS. Ganador del premio a la mejor película estudiantil en el Festival Internacional de Cine de Melbourne.
- ¡Rock 2005! Te di los mejores años de mi vida, un documental de 6 minutos, Director: Mathew Walker, AFTRS.
- 2003-2004 Las tortugas pueden volar, largometraje de Bahman Ghobadi, Teherán-Irán y Kurdistán-Irak. (edición digital en el set) [11]